# 篠原助市

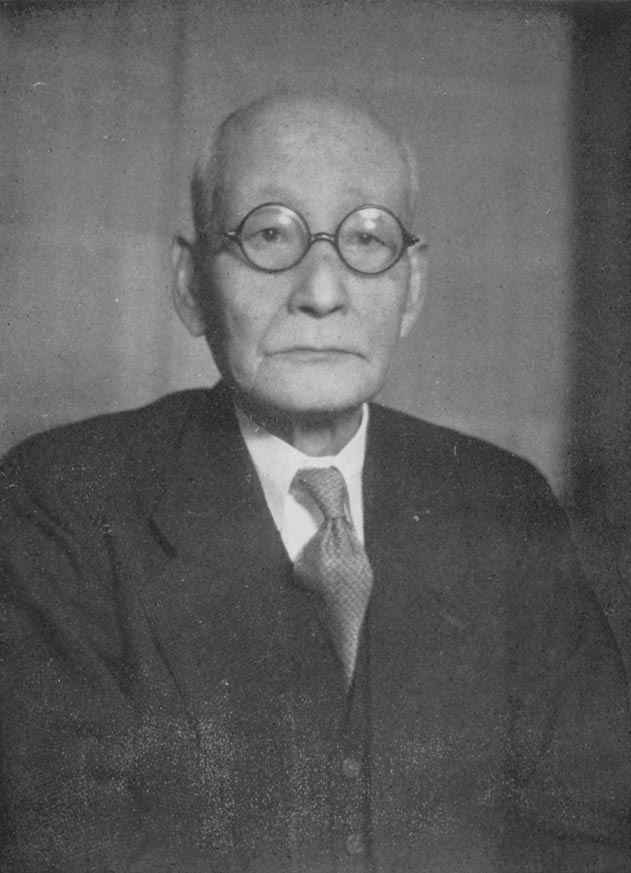
篠原助市

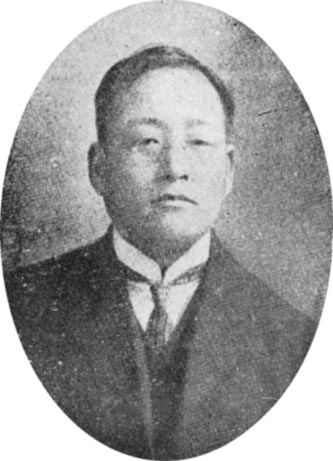
篠原助市

篠原 助市（しのはら すけいち、1876年（明治9年）6月6日 - 1957年（昭和32年）8月2日）は、日本の教育学者、文部官僚。東京文理科大学教授。文学博士。

## 経歴
愛媛県に越智孫七の二男として生まれ、篠原亀吉の養子となった。1905年（明治38年）、東京高等師範学校を卒業し、福井県師範学校教諭となった。1916年（大正5年）、京都帝国大学文科大学哲学科を卒業。大日本武徳会武道教師、東京高等師範学校教授、東北帝国大学教授を経て、1930年（昭和5年）に東京文理科大学教授兼東京高等師範学校教授となった。1934年（昭和9年）より、東京文理科大学教授に文部省督学官・教育調査部長を兼ね、1937年（昭和12年）より東京文理科大学教授専任となった。1941年（昭和16年）に退官。

## 著書
- 『小学校管理法』（宝文館、1912年） - 小川正行・佐藤熊治郎と共著
- 『批判的教育学の問題』（東京宝文館、1922年）
- 『教育辞典』（宝文館、1922年）
- 『新撰女子教育学 第二種』（東京宝文館、1924年）楢崎浅太郎と共著
- 『教育学綱要』（東京宝文館、1926年）
- 『理論的教育学』（教育研究会、1929年）
- 『教育の本質と教育学』（教育研究会、1930年）
- 『理科教授原論』（東洋図書、1936年）
- 『教育断想 - 民族と教育其の他』（宝文館、1938年）
- 『教育学』（岩波書店、1938年）
- 『シュライエルマッヘル』（岩波書店、1939年）
- 『教授原論 - 特に国民学校の授業』（岩波書店、1942年）
- 『民主主義と教育の精神』（宝文館、1947年）
- 『独逸教育思想史』（創元社、1947年）
- 『新教育学概論』（富士書店、1948年）
- 『家庭教育の話』（宝文館、1949年）
- 『欧洲教育思想史』（創元社、1950年）
- 『訓練原論』（宝文館、1950年）
- 『哲学新講』（宝文館、1951年）
- 『教育哲学』（富士書店、1951年）
- 『教授原論 - 学習補導の原理と方法』（玉川大学出版部、1953年）
- 『教育生活五十年』（相模書房出版部、1956年）